# Manga Time
Manga Time (яп. まんがタイム манга тайму), тж. просто Time (яп. タイム тайму) — ежемесячный журнал ёнкомы, выпускаемый японским издательством Houbunsha с 1981 года. Выходит седьмого числа каждого месяца. Продолжительность каждой истории составляет 6—8 страниц. В 1981 году Manga Time отделился от другого издания Houbunsha — первого еженедельного журнала манги Manga TIMES, таким образом, превратившись в первый в Японии журнал ёнкомы. В 2005 году был опубликован 300-й выпуск журнала, а в марте 2006 года была напечатана трёхсотая глава Otoboke Kacho, наиболее продолжительной манги Manga Time.
Журнал является центральным изданием компании Houbunsha, в дальнейшем послужившим родоначальником многочисленных ёнкома-публикаций: Manga Time Family (まんがタイムファミリー), Manga Time Jumbo (まんがタイムジャンボ), Manga Time Kirara (まんがタイムきらら), Manga Time Kirara Carat (まんがタイムきららCarat), Manga Time Kirara Forward (まんがタイムきららフォワード) и других. Все они позиционируются как журналы «для бедных»: продаются по низкой цене в торговых точках на вокзалах и в небольших продовольственных магазинах.

## Манга

### В процессе выхода
- Asakaze-kun (Сё Танака)
- Assistant!! (Фумиво Кагами)
- Datte Aishiteru (Мунко)
- Doki Doki Tutorial (Рукапон)
- Fūfu na Seikatsu (Руи Охаси)
- Hakoiri Ryōhin (Томоко Иноуэ)
- Hint de Mint! (Боман)
- Instant Angel Tenko-sama ga Kuru! (Томоко Андо)
- Katsuage-kun (Хисаси Тайра)
- Love Jarashi! (Риэко Кавати)
- Misorara (Рури Мияхара)
- Neko Bukuro (Норико Симоти)
- Nippon no Waka Okusama (Кадзуаки Кимура)
- Ohayo♪ (Томоти)
- Okan de Go!! (Сидзука Сада)
- Oshiete!! Ojii-chan (Юко Сато)
- Otoboke Kachō (Масаси Уэда)
- Peach!! (Ёсио Кавасима)
- Puchi Tama (Рики Содэяма)
- Radical Hospital (Аю Хирано)
- Sensei no Suzume (Ёитиро Юи)
- Shuppatsu, Shingo!! (Мицуо Хасимото)
- Sokonuke RPG (Рёрё Сато)
- Sweet Room? (Мэмэ Хигасия)
- Tama-san (Юкинацу Мори)
- Tabibito (Наоки Сигэно)
- Tenshi-kun (Нинико Нитта)
- Ultra Kin-chan (Миюки Сакамото)